# Let's stand up
「Let's stand up」（レッツ・スタンド・アップ）は、日本の音楽グループ、Caos Caos Caosのシングル。2012年8月22日にGIZA studio
から発売された。

## 解説
前作から1年2ヶ月ぶりのリリース。表題曲は、ytv『音楽ノチカラ』8月度エンディングテーマとして起用された。
本作は、白石乃梨が「夢中になって我を忘れること、心を奪われうっとりすることに等身大の女性としての視点で体験、経験に基づいて歌詞とメロディーを作りました」と述べており、カップリングは白石がCaos Caos Caosとして初めて作曲を手掛けた。また、「色々な葛藤の中で前に進まなくちゃいけないなって、モチベーションを上げて頑張っていこうという想いで制作した」とも述べている。

### プロモーションビデオ
題曲・カップリング共にプロモーションビデオが制作されており、表題曲の方は白石自らのアイデア出しを行っており、白石はこの事について、「コンセプトは特に無くて、本当に“白石乃梨！”って感じに仕上がっている」「撮影当日、ヘアメイクと「なんか面白いことしよう」と共にアイデアを出し合い、急遽、あんな宇宙人みたいな感じになった」という。振付に関しては「ダンサーと出ているシーンは、振付を何度もリハーサルして合わせて、歌詞の動きに合わせて振付をして撮影したけど、檻のシーンや私のソロのシーンは、その当日のインスピレーションで、感じたままの動きになっています」とのこと。

## 批評
CDジャーナルは「自身に言い聞かせるような冒頭のセリフや揺れ動く女心を赤裸々に綴った詞は、強さと弱さが紙一重の日常を示唆。タイトル曲はその迷い・葛藤を打ち砕くようなハードなダンサー仕立て」と評した。

## 収録曲
（全作詞・作曲：白石乃梨　編曲：葉山たけし）
1. Let's stand up
2. take your hand
3. Let's stand up -Instrumental-
4. take your hand -Instrumental-